# Back in Trouble
Back in Trouble ist ein luxemburgisch-deutsche Filmkomödie aus dem Jahr 1997 unter der Regie von Andy Bausch. Es handelt sich um die Fortsetzung von Troublemaker (1988).

## Handlung
Johnny Chicago wird nach zehn Jahren aus dem Gefängnis entlassen und versucht sofort, sein kriminelles Leben wieder aufzunehmen. Sein Kollege Chuck Moreno hingegen hat ein geregeltes Familienleben. Innerhalb weniger Tage schafft es Johnny, dass sein ehemaliger Partner Chuck gefeuert und aus dem Haus geworfen wird und seine Freundin verhaftet und eingesperrt wird. Gleichzeitig plant Johnny, eine Gruppe deutscher Rentner in einem Zug auszurauben, die ihr Geld in Plastiktüten von Deutschland nach Luxemburg schmuggeln wollen, um sich einen Namen zu machen. Chuck ist nicht begeistert, aber sein kleiner Bruder Coco ist Feuer und Flamme. Die Gauner sehen ihre Chance gekommen und wollen den ganz großen Coup landen, aber das wollen die deutschen Steuerbehörden auch.

## Produktion
Im Jahr 1997 erhielt die Produktionsfirma Lynx Productions vom Luxembourg Film Fund 14 Millionen Luxemburger Franc als Vorschuss auf die Einnahmen des Luxembourg Film Fund.

## Veröffentlichung
Die Uraufführung fand im Oktober 1997 bei den Internationalen Hofer Filmtagen statt. Am 16. Februar 1998 wurde der Film auch auf der Berlinale gezeigt. Der Film wurde von 15.548 Zuschauern im Kino gesehen und als luxemburgischer Beitrag für den besten fremdsprachigen Film bei der 70. Oscarverleihung ausgewählt, aber nicht nominiert.